# Thomas Mapikela
Thomas Mtobi Mapikela (né au Cap en 1869 et mort en 1945) était un entrepreneur et homme politique sud-africain, membre fondateur du congrès national africain en 1912, membre du Conseil représentatif des indigènes de 1937 à 1945. 

## Biographie
Formé en menuisier à Grahamstown dans la colonie du Cap, il devient entrepreneur à Bloemfontein dans l'état libre d'Orange où il créait son entreprise de construction.
En 1909, l'entrepreneur prospère devenu activiste politique, impliqué dans la formation du comité de vigilance des natifs des indigènes de Bloemfontein puis dans l'association des indigènes de la colonie de la rivière Orange, est membre de la délégation qui se rend en Grande-Bretagne pour protester contre l'Acte d'Union, le projet de constitution de l'Union sud-africaine entre les 4 colonies britanniques d'Afrique du Sud. 
En tant que président du congrès des indigènes de l'État libre d'Orange (Orange Free State Native Congress), Thomas Mapikela joue en 1912 à Bloemfontein un rôle de premier plan dans la fondation du congrès national des natifs sud-africains (South African Natives National Congress), plus tard rebaptisé congrès national africain (ANC). Pouvant s'exprimer non seulement en xhosa et en anglais mais aussi en afrikaans, en sotho et en Tswana, il devient le président des conférences du parti (Speaker), fonction qu'il exerce durant 25 ans. 
En 1914, il fait de nouveau parti de la délégation qui se rend en Grande-Bretagne pour protester contre la loi de propriété foncière et en 1919 contribue à la rédaction de la charte de l'ANC. 
Dans les années 1930, il siège au comité exécutif de l'ANC, où il purge le parti de ses sympathisants communistes, et à la convention panafricaine. De 1937 à sa mort en 1945, il représente les zones urbaines du Transvaal et de l'Orange Free State au Conseil représentatif des indigènes.

## Sources
- G.M. Gerhart et T. Karis, From Protest to challenge: A documentary History of African Politics in South Africa: 1882-1964, vol. 4 Political Profiles 1882–1964, Hoover Institution Pres: université Stanford, 1977
- T.R.H. Davenport, South Africa:A modern History, Presse de l'université de Toronto, 1977, p. 177-178 et 212
- Biographie